# Bahnhof Rodgau-Jügesheim
Der Bahnhof Rodgau-Jügesheim ist ein Haltepunkt und einer von sechs S-Bahnhöfen in der hessischen Stadt Rodgau im Landkreis Offenbach. Gemeinsam mit dem angrenzenden Busbahnhof bildet er einen lokalen Verkehrsknotenpunkt.

## Geschichte
1896 erhielt Jügesheim mit der Rodgaubahn Offenbach–Rodgau–Ober-Roden–Dieburg–Reinheim Anschluss an die Eisenbahn und einen eigenen Bahnhof.

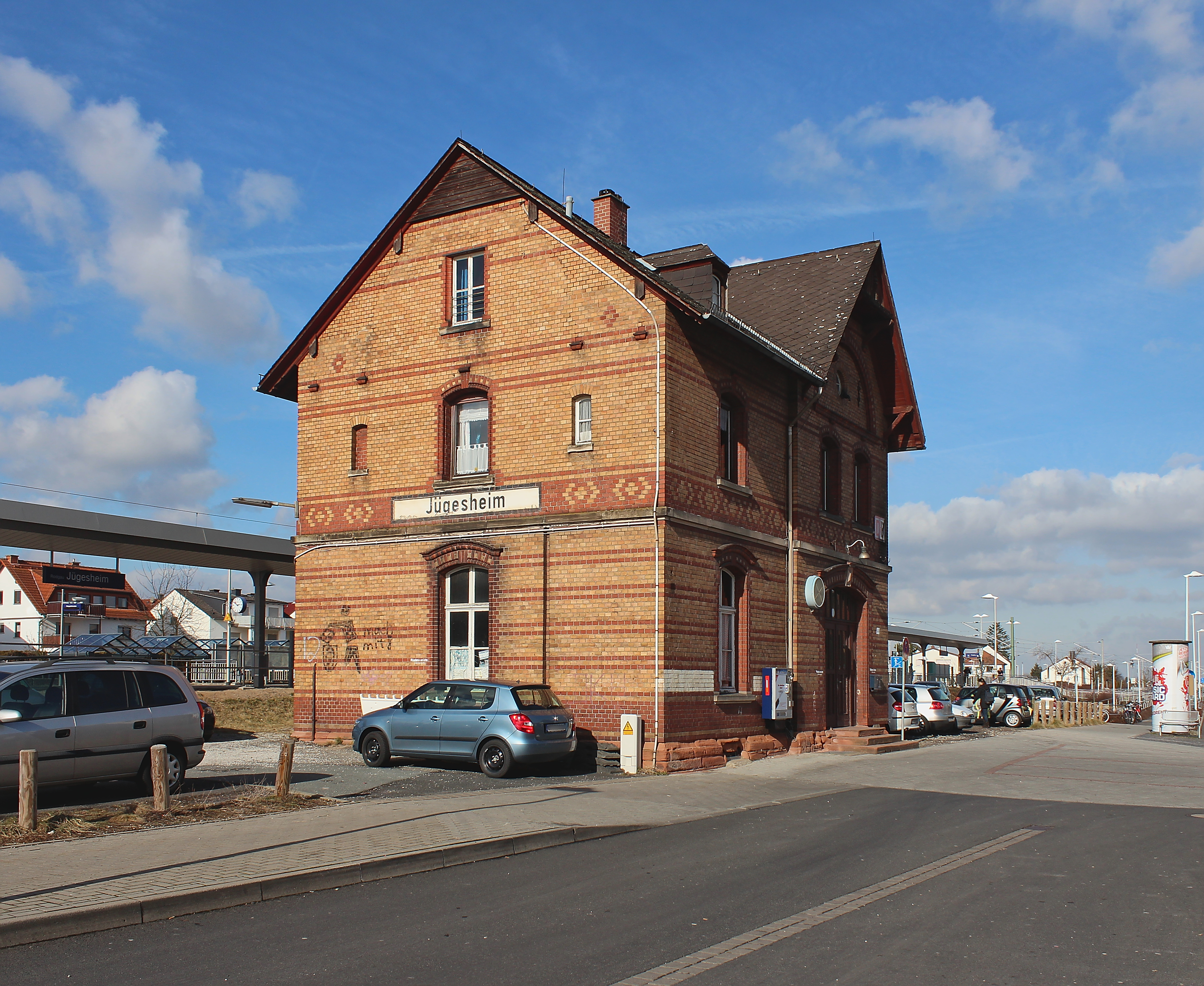
Bahnhof Jügesheim vor der Renovierung (2012)

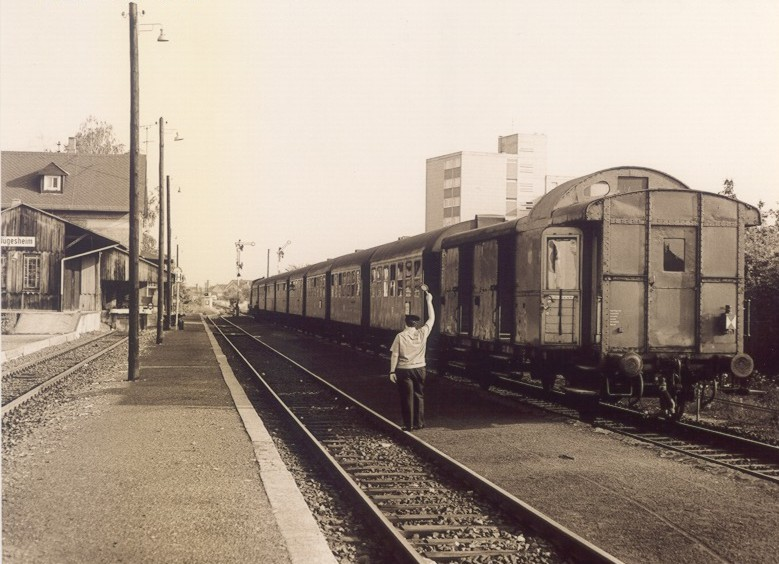
Rodgaubahn im Bahnhof Jügesheim (1978)

Im Güterverkehr mit der Eisenbahn konnte man am Bahnhof Jügesheim nicht nur Stückgut, sondern auch Expressgut versenden und empfangen. Als Expressgut wurden u. a. Tageszeitungen, Postsendungen, Medikamente für die Apotheke und Filmkopien für die Kinos geliefert. Die örtliche Lederwarenindustrie nutzte den Expressgutverkehr zum Versand ihrer Waren; die meisten Rohstoffe kamen hingegen per Stückgut nach Jügesheim. Im Wagenladungsverkehr wurden unter anderem Kohlen, Saatkartoffeln, Düngemittel und Heizöl angeliefert; in den geleerten Kohlewagen wurde bis in die 1950er-Jahre hinein Grubenholz an die Ruhr geschickt. Unternehmen aus Messel, Dieburg und Babenhausen nutzten den Bahnhof Jügesheim für den internationalen Verkehr, da er in den EGKS-Tarif der Europäischen Gemeinschaft für Kohle und Stahl einbezogen war. Die Güterabfertigung wurde vor dem Jahr 2000 aufgegeben.
Im Zuge des S-Bahn-Ausbaus wurde die Strecke zwischen 2001 und 2003 zweigleisig ausgebaut und elektrifiziert. Der Bahnhof wurde dabei barrierefrei umgestaltet und erhielt zwei Seitenbahnsteige. Der östliche Bahnsteig – Richtung Frankfurt – ist teilweise überdacht. Die Bahnsteige sind durch eine Unterführung miteinander verbunden, die über Treppen und eine Rampe erreichbar ist. Die Güterverkehrsanlagen und Nebengleise wurden entfernt. Der Bahnhof wurde zum Haltepunkt zurückgestuft.
Auf der Rodgaubahn verkehrt seit Dezember 2003 die S-Bahn-Linie S1 (Wiesbaden Hauptbahnhof–Rödermark Ober-Roden) der S-Bahn Rhein-Main.

## Empfangsgebäude
Das zeitgleich mit der Rodgaubahn 1896 errichtete Empfangsgebäude im Osten der Gleise, zum alten Ortskern hin, ist ein Typenbahnhof aus zweifarbigem Ziegelmauerwerk mit Ornamentfries und Bogenmotiv im Giebel. Es hat einen torartigen Eingang zur ehemaligen Empfangshalle. Die Baukosten beliefen sich auf 21.785,24 Mark.
Seit 2016 wird das Erdgeschoss als Café genutzt. Die hölzerne Sitzbank der ehemaligen Wartehalle, eine Fensterklappe des Fahrkartenschalters und der alte Dielenboden sind noch erhalten. Seit 2017 funktioniert auch die alte Bahnhofsuhr wieder. Vor dem Umbau zum Café stand das Erdgeschoss seit 2001 leer, war aber noch bis Ende 2013 an die Deutsche Bahn vermietet. Im Obergeschoss befinden sich zwei Wohnungen.
Der Bahnhof bildet den optischen Abschluss der Konrad-Kappler-Straße vom alten Ortskern aus. Das Empfangsgebäude ist ein Kulturdenkmal nach dem Hessischen Denkmalschutzgesetz. Die Adresse des Bahnhofs Jügesheim lautet Eisenbahnstraße 44.
Der um 1950 angebaute Güterschuppen brannte 2004 ab.

## Betrieb

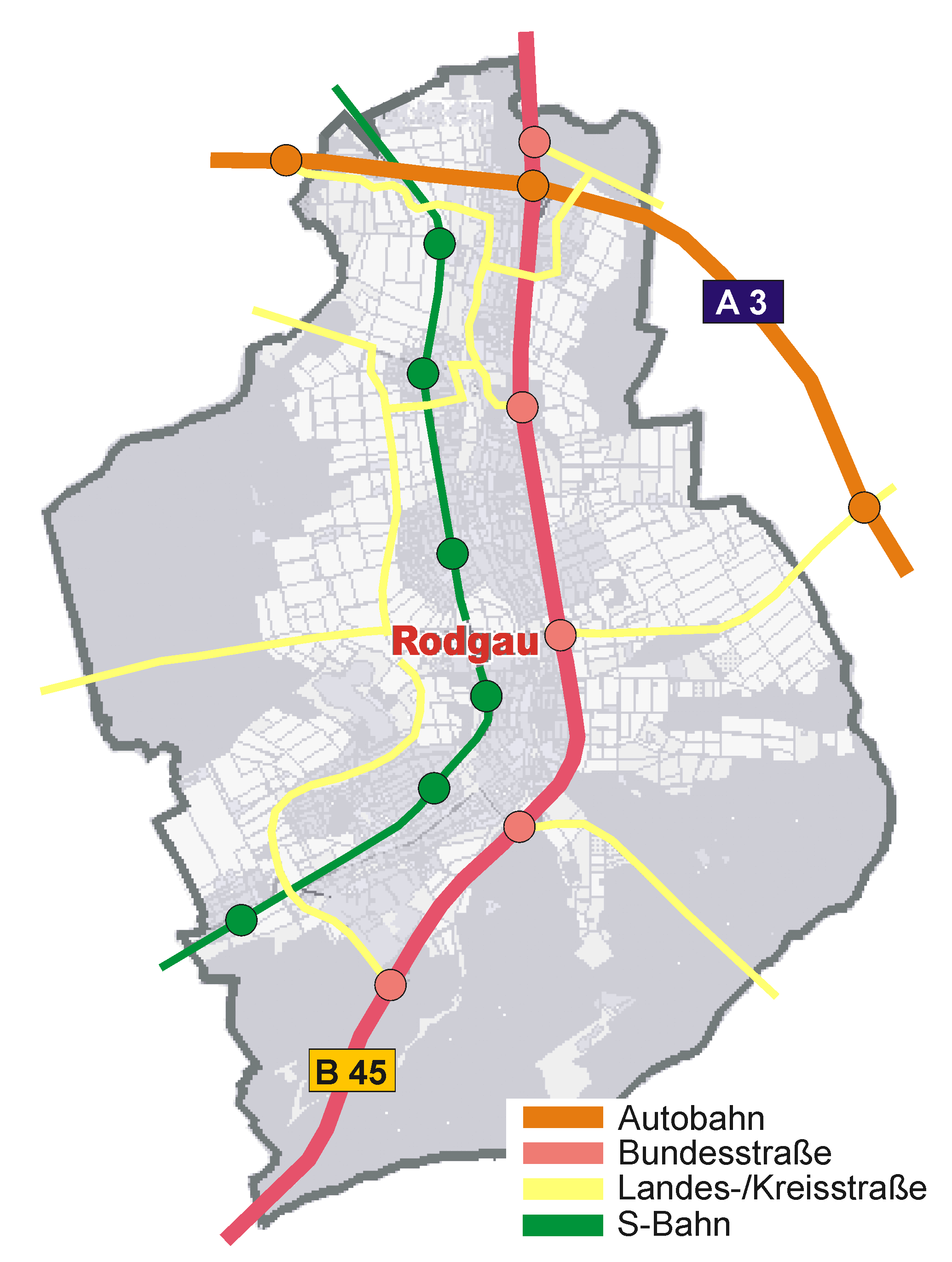
Verkehrsanbindung der Stadt Rodgau

### Bahnverkehr
Seit dem 14. Dezember 2003 ist Jügesheim wie alle Rodgauer Stadtteile durch die S-Bahn-Linie S1 von Wiesbaden über Frankfurt am Main und Offenbach am Main nach Ober-Roden an das weitreichende Netz der S-Bahn Rhein-Main angeschlossen. Bis zu diesem Zeitpunkt wurde Rodgau durch Regionalzüge bedient, welche von Offenbach über Ober-Roden bis nach Dieburg und weiter nach Reinheim verkehrten.
Die S-Bahnen verkehren in einem Grundtakt von 30 Minuten. Zur werktäglichen Hauptverkehrszeit wird dieser Grundtakt auf einen 15-Minuten-Takt verdichtet, wobei jeder zweite Zug nur bis Frankfurt-Höchst bzw. Hochheim fährt.
| Linie | Verlauf | Takt                                       |
| ----- | --- | ------------------------------------------ |
| S1    | Wiesbaden Hbf – Wiesbaden Ost – Mainz-Kastel – Hochheim (Main) – Flörsheim (Main) – Eddersheim – Hattersheim (Main) – Frankfurt-Sindlingen – Frankfurt-Höchst Farbwerke – Frankfurt-Höchst – Frankfurt-Nied – Frankfurt-Griesheim – Frankfurt (Main) Hbf tief – Frankfurt (Main) Taunusanlage – Frankfurt (Main) Hauptwache – Frankfurt (Main) Konstablerwache – Frankfurt (Main) Ostendstraße – Frankfurt (Main) Mühlberg – Offenbach-Kaiserlei – Offenbach Ledermuseum – Offenbach Marktplatz – Offenbach (Main) Ost – Offenbach-Bieber – Offenbach-Waldhof – Obertshausen – Rodgau-Weiskirchen – Rodgau-Hainhausen – Rodgau-Jügesheim – Rodgau-Dudenhofen – Rodgau-Nieder-Roden – Rodgau-Rollwald – Rödermark-Ober Roden | 30 min 15 min (Hochheim–Rödermark zur HVZ) |

### Busverkehr
Auf dem Bahnhofsvorplatz, direkt vor dem alten Bahnhofsgebäude, liegt der Jügesheimer Busbahnhof, welcher einen bedeutenden lokalen Knotenpunkt innerhalb der Stadt Rodgau bildet.
Taktverbunden am Bahnhof Jügesheim mit der S1 sind die Kreisbuslinien nach Seligenstadt, Dietzenbach und Langen sowie zwei Stadtbuslinien, welche alle Rodgauer Stadtteile miteinander verbinden. Außerhalb der Fahrplanzeiten der Stadtbusse übernehmen Anruf-Sammel-Taxen (AST) deren Aufgaben.

### Rad- und Straßenverkehr
Rechts und links der S-Bahn-Strecke verbindet ein 14 Kilometer langer, asphaltierter Radweg von Rollwald bis Weiskirchen alle Stadtteile. Spezielle Fahrrad-Parkplätze mit Ständern und abschließbaren Mietboxen gibt es an allen sechs S-Bahn-Haltestellen. Am Jügesheimer Bahnhof wurden hierfür 90 Bike-and-ride-Plätze sowie 18 abschließbare Einstellboxen errichtet.
Für den motorisierten Individualverkehr stehen am Bahnhof Jügesheim insgesamt 60 Park-and-ride-Plätze, davon 4 Behindertenstellplätze, zur Verfügung. Diese werden hauptsächlich von Pendlern genutzt.
Am Bahnhof steht eine kostenpflichtige behindertengerechte WC-Anlage.